# Mutatocoptops similis
Mutatocoptops similis là một loài bọ cánh cứng trong họ Cerambycidae.